# Vire
Vire település Franciaországban, Calvados megyében. Lakosainak száma 10 762 fő (2018. január 1.). Vire Burcy, Coulonces, La Graverie, Roullours, Saint-Germain-de-Tallevende-la-Lande-Vaumont, Saint-Manvieu-Bocage és Vaudry községekkel határos.

## Népesség
A település népessége az elmúlt években az alábbi módon változott:
| Lakosok száma | 10 079 | 11 140 | 13 709 | 12 895 | 12 347 | 12 231 | 11 597 | 11 264 | 11 091 | 10 762 |
|               | 1962   | 1968   | 1982   | 1990   | 2006   | 2008   | 2013   | 2015   | 2017   | 2018   |